# مارک ولز
مارک ولز (انگلیسی: Mark Wells؛ ۱۸ سپتامبر ۱۹۵۷ - ۱۴ مه ۲۰۲۴) بازیکن هاکی روی یخ اهل ایالات متحده آمریکا بود.